# O Rapto do Senhor Santo Cristo dos Milagres
O Rapto do Senhor Santo Cristo dos Milagres é um livro português de ficção, lançado em 2007 pelo escritor e médico açoriano Rui de Mendonça, sob o pseudónimo "Jayme Velho".   
| “ | Quero raptar a Imagem do Senhor Santo Cristo dos Milagres - disse o comandante com uma tranquilidade assustadora. | ” |